# معلم علوم تجربی
معلم علوم تجربی (انگلیسی: La professoressa di scienze naturali) یک فیلم کمدی سکسی سبک ایتالیایی به کارگردانی میکله ماسیمو تارنتینی است که در سال ۱۹۷۶ منتشر شد. این فیلم با عنوان دوران دانشجویی هم شناخته می‌شود.

## گزیدهٔ بازیگران
- لی‌لی کاراتی
- میکله گامینو
- جاکومو ریتسو
- آلوارو ویتالی
- جانفرانکو بارا
- گاستونه پسکوچی
- جانفرانکو دانجلو
- ماریو کاروتنوتو
- سِـرِنا بناتو
- آدریانا فاکتی